# Atanus viridis
Atanus viridis är en insektsart som beskrevs av Rauno E. Linnavuori 1955. Atanus viridis ingår i släktet Atanus och familjen dvärgstritar. Inga underarter finns listade i Catalogue of Life.